# П'єрпонт (Південна Дакота)
П'єрпонт (англ. Pierpont) — місто (англ. town) в США, в окрузі Дей штату Південна Дакота. Населення — 129 осіб (2020).

## Географія
П'єрпонт розташований за координатами 45°29′43″ пн. ш. 97°49′56″ зх. д. / 45.49528° пн. ш. 97.83222° зх. д. (45.495331, -97.832087).  За даними Бюро перепису населення США в 2010 році місто мало площу 0,39 км², уся площа — суходіл.

## Демографія
Згідно з переписом 2010 року, у місті мешкало 135 осіб у 67 домогосподарствах у складі 35 родин. Густота населення становила 350 осіб/км².  Було 78 помешкань (202/км²).
Расовий склад населення:
| - 95,6 % — білих - 1,5 % — корінних американців - 0,7 % — чорних або афроамериканців - 1,5 % — осіб інших рас |

До двох чи більше рас належало 0,7 %. Частка іспаномовних становила 1,5 % від усіх жителів.
За віковим діапазоном населення розподілялося таким чином: 21,5 % — особи молодші 18 років, 57,0 % — особи у віці 18—64 років, 21,5 % — особи у віці 65 років та старші. Медіана віку мешканця становила 47,8 року. На 100 осіб жіночої статі у місті припадало 121,3 чоловіків;  на 100 жінок у віці від 18 років та старших — 120,8 чоловіків також старших 18 років.
Середній дохід на одне домашнє господарство  становив 56 588 доларів США (медіана — 50 938), а середній дохід на одну сім'ю — 75 189 доларів (медіана — 67 500). За межею бідності перебувало 5,6 % осіб, у тому числі 0,0 % дітей у віці до 18 років та 15,2 % осіб у віці 65 років та старших.
Цивільне працевлаштоване населення становило 54 особи. Основні галузі зайнятості: сільське господарство, лісництво, риболовля — 27,8 %, виробництво — 24,1 %, освіта, охорона здоров'я та соціальна допомога — 20,4 %.